# Bulbophyllum decurrentilobum
Bulbophyllum decurrentilobum là một loài phong lan thuộc chi Bulbophyllum.